# Listă de filme despre cel de-Al Doilea Război Mondial produse în anii 2010
Aceasta este o listă de filme despre cel de-Al Doilea Război Mondial produse în anii 2010.
| 1939 • 1940 • 1941 • 1942 • 1943 • 1944 • 1945 • 1946 • 1947 • 1948 • 1949 • 1950–1989 • 1990–1999 • 2000–2009 • 2010–2019 • 2020–2023 |

### 2010–2014
| Anul | Țara                                | Titlul cu care a fost difuzat în România                           | Titlul original (Titlul alternativ)                                              | Regizor                                                             | Bătălii, campanii, evenimente descrise |
| ---- | ----------------------------------- | ------------------------------------------------------------------ | -------------------------------------------------------------------------------- | ------------------------------------------------------------------- | --- |
| 2010 | Rusia                               | Cetatea Brest (Fortăreața Brest)                                   | Brestskaya krepost (Брестская крепость)                                          | Alexander Kott                                                      | Acțiune-dramatic. Apărarea sovietică a fortăreței Brest, iunie 1941 |
| 2010 | Japonia                             | Caterpillar                                                        | Kyatapirā (キャタピラー)                                                         | Kōji Wakamatsu                                                      | Drama. Wounded Japanese veteran of al Doilea Război Chino-Japonez returns home |
| 2010 | China                               | Death and Glory in Changde City                                    | Die Xue Gu Cheng                                                                 | Dong Shen                                                           | Action-drama. Hunan's Battle of Changde |
| 2010 | Statele Unite                       | The Debt                                                           |                                                                                  | John Madden                                                         | Drama-Thriller. Capture of Nazi war criminal and Auschwitz-Birkenau surgeon wanted for concentration camp atrocities; remake of 2007 film |
| 2010 | China                               | East Wind Rain                                                     | Dong feng yu (东风雨)                                                            | Yunlong Liu                                                         | Drama. Shanghai-based espionage and attempts by various agencies to decode coded "weather forecasts" prior to atacul de la Pearl Harbor |
| 2010 | România                             | Eva (film din 2010)                                                | Povestea unui secol                                                              | Adrian Popovici                                                     | Bombardamentele aliate în România |
| 2010 | Republica Cehă · Germania · Austria | Habermann                                                          | Habermannův mlýn cs                                                              | Juraj Herz                                                          | Ocupația nazistă în Cehoslovacia |
| 2010 | Rusia                               | Heaven is on Fire (The Sky is On Fire) (TV miniseries)             | Nebo v ogne (Небо в огне)                                                        | Dmitry Cherkasov                                                    | Action-drama. Eastern Front Soviet pilots, 1939–1945 |
| 2010 | China                               | A Jewish Girl in Shanghai                                          | You tai nu hai zai shang hai (猶太女孩在上海)                                    | Wang Genfa, Zhang Zhenhui                                           | Animated. Girl and little brother in Shanghai, with parents in Europe |
| 2010 | Poland                              | Joanna                                                             | Joanna                                                                           | Feliks Falk                                                         | Ocupația germană și Holocaust în Cracovia, Polonia |
| 2010 | Regatul Unit                        | Discursul regelui                                                  | The King's Speech                                                                | Tom Hooper                                                          | George al VI-lea |
| 2010 | Hong Kong · China                   | Legend of the Fist: The Return of Chen Zhen                        | Zing1 Mou5 Fung1 Wan4－Can4 Zan1 Format:Yue icon (精武風雲－陳真)                | Andrew Lau Wai-Keung                                                | Shanghai prior to Japanese invasion |
| 2010 | Statele Unite                       | The Pacific (TV miniseries)                                        |                                                                                  | Carl Franklin, Tim Van Patten, Graham Yost, Jeremy Podeswa, Tony To | Action-drama. US 1st Marine Division in Pacific Theatre |
| 2010 | Franța · Germania · Ungaria         | The Round Up                                                       | La rafle fr                                                                      | Roselyne Bosch                                                      | Vel' d'Hiv Roundup, 1942 |
| 2010 | Franța                              | Sarah's Key (Her Name was Sarah)                                   | Elle s'appelait Sarah                                                            | Kristen Scott Thomas                                                | Vel' d'Hiv Roundup, 1942 |
| 2010 | Statele Unite                       | Spoils of War                                                      |                                                                                  | Jean Liberté                                                        | Allied commandos masquerading as Germans parachute behind Austrian lines to kidnap SS officer/double-agent and destroy counterfeit money |
| 2010 | Canada                              | Storming Juno (TV)                                                 |                                                                                  | Tim Wolochatiuk                                                     | Docudrama. Regina Rifles and 1st Hussars at Juno Beach on Ziua-Z |
| 2010 | Republica Cehă · Germania · Austria | Under the Roman Sky (Pope Pius XII) (TV)                           | Pius XII. de                                                                     | Christian Duguay                                                    | Papa Pius al XII-lea and Roman razzia |
| 2010 | Polonia                             | Veneția                                                            | Wenecja                                                                          | Jan Jakub Kolski                                                    | Ocupația germană a Poloniei, 1939–1945 |
| 2010 | Statele Unite                       | The Way Back                                                       |                                                                                  | Peter Weir                                                          | Prisoners and POWs escape Soviet Gulag |
| 2011 | Regatul Unit                        | Age of Heroes                                                      |                                                                                  | Adrian Vitoria                                                      | Action-Thriller. British No. 30 Commando unit from Battle of Dunkirk to neutral Norway |
| 2011 | Spania · Ungaria                    | Angel of Budapest (TV miniseries)                                  | El ángel de Budapest es                                                          | Luis Oliveros                                                       | Drama based on Diego Carcedo book. Spanish ambassador Ángel Sanz Briz rescues Jews in Budapest |
| 2011 | Suedia                              | The Frontier                                                       | Gränsen                                                                          | Richard Holm                                                        | Swedish soldiers travel toward Nazi-occupied Norwegian border |
| 2011 | India                               | Gandhi to Hitler (Dear Friend Hitler)                              | Priya Mitra Hitler (प्रिय मित्र हिटलर)                                                | Rakesh Ranjan Kumar                                                 | Drama based on letters written by Mahatma Gandhi to Hitler |
| 2011 | Danemarca                           | Hvidstens gruppen                                                  | Hvidstens gruppen                                                                | Regner Grasten                                                      | Danish Resistance in Iutlanda |
| 2011 | Austria · Ungaria · Germania        | In Another Lifetime                                                | Vielleicht in einem anderen Leben de                                             | Elisabeth Scharang                                                  | Drama based on Peter Turrini play. Hungarian Jews marched to Mauthausen |
| 2011 | Polonia · Germania · Canada         | In Darkness                                                        | W ciemnosci pl                                                                   | Agnieszka Holland                                                   | Drama. Leopold Socha's rescue of Jewish refugees in Nazi-occupied Lwów, Poland (now Lviv, Ukraine) |
| 2011 | Spania                              | Ispansi!                                                           | Ispansi! (Españoles)                                                             | Carlos Iglesias                                                     | Drama. Spanish war orphans in USSR in time for another war |
| 2011 | Filipine · Japonia                  | Liberation                                                         | Liberacion                                                                       | Adolfo Alix Jr.                                                     | Drama. Japanese holdout hiding in Philippine jungle for 20 years after war |
| 2011 | Statele Unite                       | Little Iron Men                                                    |                                                                                  | Jesse Kobayashi                                                     | Rescue of Lost Battalion by US Army 442nd Regimental Combat Team |
| 2011 | Regatul Unit                        | The Lost Valentine                                                 |                                                                                  | Darnell Martin                                                      | Woman's quest for husband declared MIA |
| 2011 | Coreea de Sud                       | My Way                                                             | Maiwei (마이웨이)                                                                | Kang Je-gyu                                                         | Young Korean man conscripted into Japanese Imperial Army with service in Battles of Khalkhin Gol through Soviet Union and Germany |
| 2011 | Japonia                             | Oba: The Last Samurai (Miracle of the Pacific: The Man Called Fox) | Taiheiyō no kiseki: Fox to yobareta otoko (太平洋の奇跡－フォックスと呼ばれた男) | Hideyuki Hirayama                                                   | Japanese holdout Sakae Ōba after Battle of Saipan, 1944 |
| 2011 | Regatul Unit · Germania             | The Sinking of the Laconia (TV)                                    |                                                                                  | Uwe Janson                                                          | Drama. RMS Laconia incident |
| 2011 | Lituania                            | Three to Dance                                                     | Dancis pa trim                                                                   | Arvīds Krievs                                                       | Drama. Tragedy of Latvian General Jānis Kurelis and independence-seeking Latvian Legionnaires sentenced to death for leaving SS |
| 2012 | China · Hong Kong                   | The Flowers of War                                                 | Jin líng shí san chai (金陵十三钗)                                               | Zhang Yimou                                                         | Masacrul din Nanking |
| 2012 | Norvegia · Suedia                   | Into the White (Comrade)                                           | [ 2 ]                                                                            | Petter Næss                                                         | Action-drama based on true story. Crashed German and English aircrew trying to survive Norwegian winter in wilderness, 1940 |
| 2012 | Statele Unite                       | Red Tails                                                          |                                                                                  | Anthony Hemingway, George Lucas (nemenționat)                       | Tuskegee Airmen și 332d Fighter Group of USAAF in European Theatre |
| 2012 | Statele Unite                       | Saints and Soldiers: Airborne Creed                                |                                                                                  | Ryan Little                                                         | |
| 2012 | Statele Unite                       | Truth and Treason                                                  |                                                                                  | Matt Whitaker                                                       | Biopic of Helmuth Hübener, youngest anti-Nazi executed by the Volksgerichtshof |
| 2012 | Rusia                               | White Tiger                                                        | Belyy tigr (белый тигр)                                                          | Karen Shakhnazarov                                                  | |
| 2013 | USA                                 | Emperor                                                            |                                                                                  | Peter Webber                                                        | General Douglas MacArthur begins an investigation of the role of Emperor Shōwa in the war, including the attack on Pearl Harbor. |
| 2013 | USA                                 | Company of Heroes                                                  |                                                                                  | Don Michael Paul                                                    | American soldiers lost behind enemy lines during the WWII make a horrific discovery: Hitler has a super bomb in development. |
| 2013 | USA                                 | The Book Thief                                                     |                                                                                  | Brian Percival                                                      | The story of young Liesel Meminger. After she finds her first book beside her brother's graveside, she is sent to foster parents. While in the comfort of her new found parents, World War II breaks out and her foster parents shelter a Jewish refugee.                     |
| 2013 | Russia                              | Stalingrad                                                         | Stalingrad (Сталинград)                                                          | Fyodor Bondarchuk                                                   | Battle of Stalingrad |
| 2013 | Australia · UK                      | The Railway Man                                                    |                                                                                  | Jonathan Teplitzky                                                  | Drama based on true story of Eric Lomax. Victim from Burmese Death Railway setting out to find those responsible for his torture |
| 2014 | Italy                               | Foibe                                                              | Foibe                                                                            | John Kaylin                                                         | Foibe killings |
| 2014 | USA                                 | Eroii monumentelor                                                 |                                                                                  | George Clooney                                                      | Filmul prezintă povestea a 7 directori de muzeu, artiști și istorici de artă, bătrâni și nepregătiți de luptă, care au mers pe front în al doilea război mondial pentru a salva capodoperele artistice ale lumii de naziști și pentru a le da înapoi proprietarilor acestora. |
| 2014 | USA                                 | Fury                                                               |                                                                                  | David Ayer                                                          | Allied final offensive in Germany, April 1945 |
| 2014 | Italy                               | Head High. The Martyrs of Fiesole (TV)                             | A testa alta. I martiri di Fiesole                                               | Maurizio Zaccaro                                                    | Carabinieri's sacrifice to avoid a German reprisal on civilians in Fiesole |
| 2014 | USA                                 | The Imitation Game                                                 |                                                                                  | Morten Tyldum                                                       | Alan Turing decoding German cyphers at Bletchley Park |
| 2014 | Italy                               | Italia's Secret                                                    | Il segreto di Italia                                                             | Antonello Bellucco                                                  | Massacre of Codevigo, 1945 |
| 2014 | Australia                           | Parer's War (film TV)                                              |                                                                                  | Alister Grierson                                                    | Story of Australian wartime cameraman Damien Parer |
| 2014 | USA                                 | Saints and Soldiers: The Void                                      |                                                                                  | Ryan Little                                                         | A fateful mission through the Harz Mountains of Germany |
| 2014 | UK · France · Belgium               | Suite Française                                                    | Suite Française fr                                                               | Saul Dibb                                                           | Romance between a French villager and a German officer during the German occupation of France |
| 2014 | USA                                 | Unbroken                                                           |                                                                                  | Angelina Jolie                                                      | Based on true life of Louis Zamperini |
| 2014 | USA                                 | Walking with the Enemy                                             |                                                                                  | Mark Schmidt                                                        | A young man (Jonas Armstrong) disguises himself as a Nazi SS Officer |

### 2015–2019
| An   | Țara                                            | Titlu principal (Titluri alternative)                 | Titlu original (Scenariu original)                  | Regizor | Bătălii, campanii, evenimente descrise |
| ---- | ----------------------------------------------- | ----------------------------------------------------- | --------------------------------------------------- | --- | --- |
| 2015 | Denmark                                         | 9. April                                              |                                                     | Roni Ezra | Danish bicycle infantry sent as vanguard to slow down the German invasion until reinforcements can arrive |
| 2015 | Estonia                                         | 1944                                                  | 1944                                                | Elmo Nüganen | Battle of Tannenberg Line |
| 2015 | Russia Ukraine                                  | Battle for Sevastopol                                 | Bitva za Sevastopol (Битва за Севастополь)          | Sergey Mokritskiy | A biographical film about the life path of the Soviet sniper Lyudmila Pavlichenko |
| 2015 | India                                           | Detective Byomkesh Bakshy!                            | Detective Byomkesh Bakshy!! (डिटेक्टिव ब्योमकेश बक्शी!)      | Dibakar Banerjee | Detective thriller film set around the events of the Japanese bombing of Calcutta. |
| 2015 | Japan                                           | The Emperor in August                                 | Nihon no ichiban nagai hi (日本のいちばん長い日)    | Masato Harada | |
| 2015 | Philippines                                     | Felix Manalo                                          | Felix Manalo                                        | Joel Lamangan | Biography of Felix Manalo during Japanese Occupation of the Philippines |
| 2015 | India                                           | Kanche                                                |                                                     | Krish | A rivalry between two men, based on caste and social status, extends from an Indian village onto war torn Europe during WW2 |
| 2015 | China                                           | Hundred Regiments Offensive                           | Bǎi tuán dà zhàn (百團大戰)                         | Ning Haiqiang, Zhang Yuzhong                                                                                                  | Peng Dehuai and Zuo Quan during the Hundred Regiments Offensive |
| 2015 | Denmark                                         | Land of Mine                                          | Under sandet                                        | Martin P. Zandvliet | German POWs in Denmark at the end of the war |
| 2015 | United States Mexico                            | Little Boy                                            |                                                     | Alejandro Monteverde | Comedy-drama about a young American boy attempting to reunite with his father serving in the Pacific Theater any way possible. |
| 2015 | Japan/India/Thailand                            | My Japanese Niece                                     | Format:Lang-mni japoneză マイ・ジャパニーズ・ニース | Mohen Naorem (Manipuri), Fanny Fandora (French), Sheria Vallah (Iranian), Deepsikha Poddav (Bengali), Robert Megha (Manipuri) | Reminiscences of a Japanese girl at Manipur, India from the period of China Burma India Theater. |
| 2015 | Hungary                                         | Son of Saul                                           | Saul fia                                            | László Nemes | A day-and-a-half in the life of Saul Ausländer, a Hungarian member of the Sonderkommando in the Auschwitz concentration camp |
| 2015 | United States                                   | War Pigs                                              |                                                     | Ryan Little | A US Army rag tag unit of misfits behind German lines |
| 2016 | Russia                                          | Panfilov's 28 Men                                     | 28 panfilovtsev (28 панфиловцев)                    | Kim Druzhinin, Andrey Shalopa                                                                                                 | Drama about the act of bravery of a group of Soviet soldiers from the Panfilov's Twenty-Eight Guardsmen |
| 2016 | United States                                   | Allied                                                |                                                     | Robert Zemeckis | Espionage |
| 2016 | United Kingdom France Czech Republic            | Anthropoid                                            |                                                     | Sean Ellis | Operation Anthropoid |
| 2016 | United Kingdom                                  | Dad's Army                                            |                                                     | Oliver Parker | Comedy |
| 2016 | Norway Sweden Denmark Ireland                   | The King's Choice                                     | Kongens nei                                         | Erik Poppe | King Haakon VII and the Norwegian Royal Family before and after the German invasion of Norway |
| 2016 | France Belgium                                  | Fanny's Journey                                       | Le Voyage de Fanny                                  | Lola Doillon | Œuvre de secours aux enfants, Jewish children fleeing France for Switzerland |
| 2016 | United States                                   | Hacksaw Ridge                                         |                                                     | Mel Gibson | Historical drama about Desmond Doss, an American pacifist combat medic who became the only conscientious objector to be awarded the Medal of Honor in World War II |
| 2016 | Italy                                           | My Honor Was Loyalty                                  | Onore e lealtà                                      | Alessandro Pepe | Fictionalized account of the SS Leibstandarte |
| 2016 | China                                           | Railroad Tigers                                       | Tiědào fēi hǔ (铁道飞虎)                            | Ding Sheng | Comedy-drama. A group of Chinese train engineers attempt to blow up a Japanese military railway during the Sino-Japanese war |
| 2016 | United Kingdom                                  | Their Finest                                          |                                                     | Lone Scherfig | The story of a British Ministry of Information film team making a morale-boosting film about the Dunkirk evacuation during the Battle of Britain and the London Blitz |
| 2016 | Japan                                           | In This Corner of the World                           | Kono Sekai no Katasumi ni (この世界の片隅に)        | Sunao Katabuchi | Animated drama based on real facts. A young Japanese woman has to endure the bombings of Kure and the aftermath the atomic bombing of Hiroshima |
| 2016 | Philippines Japan                               | Tomodachi                                             |                                                     | Joel Lamangan | A Japanese merchant residing in the Philippines suddenly conscripted in Imperial Japanese Army during Pre-Pacific War |
| 2016 | United States                                   | USS Indianapolis: Men of Courage                      |                                                     | Mario Van Peebles | The USS Indianapolis, torpedoed and sunk by the Japanese in 1945 |
| 2016 | Poland                                          | Volhynia                                              | Wołyń                                               | Wojciech Smarzowski | Massacres of Poles in Volhynia and extermination of Jews |
| 2016 | Italy                                           | At War with Love                                      | In guerra per amore                                 | Pierfrancesco Diliberto | Comedy-drama. Italo-American soldier takes part to the Invasion of Sicily |
| 2016 | Latvia                                          | The Chronicles of Melanie                             | Melanijas hronika                                   | Viesturs Kairišs | Real story of survival of a mother and son from Russian gulags of Siberia |
| 2017 | Spain                                           | The Chessplayer                                       | El jugador de ajedrez                               | Luis Oliveros | Diego câștigă campionatul spaniol de șah în 1934. mai târziu, în Franța, Diego va fi acuzat de spionaj de către naziști și ajunge într-o închisoare SS |
| 2017 | China                                           | The Chinese Widow                                     | 烽火芳菲                                            | Bille August | Chinese war drama. Air raid by the United States on the Japanese capital Tokyo and other places like Honshu carried out by Doolittle Raid. |
| 2017 | United Kingdom United States                    | Darkest Hour                                          |                                                     | Joe Wright | Account of the early days of Winston Churchill as Prime Minister while Nazi Germany's Wehrmacht swept across Western Europe |
| 2017 | United Kingdom United States France Netherlands | Dunkirk                                               |                                                     | Christopher Nolan | Evacuation of Allied soldiers, who were cut off and surrounded by the German army from the beaches and harbour of Dunkirk, France, between 27 May & 4 June 1940, during the Battle of France in World War II |
| 2017 | United Kingdom                                  | Goodbye Christopher Robin                             |                                                     | Simon Curtis(filmmaker) | In the movie, the character's sensitivities are presented as a direct result of the war, with him flinching at the sounds of corks and balloons going pop. The movie is based on Ann Thwaite's 1990 biography A. A. Milne: The Man Behind Winnie-the-Pooh. |
| 2017 | France Belgium                                  | The Man with the Iron Heart                           |                                                     | Cédric Jimenez | Based on French writer Laurent Binet's novel HHhH, and focuses on Operation Anthropoid, the assassination of Nazi leader Reinhard Heydrich in Prague during World War II |
| 2017 | India                                           | Raag Desh (Love the Country)                          | Raag Desh (राग देश)                                   | Tigmanshu Dhulia | Drama based on the Indian National Army and the Red Fort Trials |
| 2017 | India                                           | Rangoon                                               | Rangoon (रंगून)                                       | Vishal Bhardwaj | Drama based on Burma Campaign and India's war for Independence |
| 2017 | Finland                                         | The Unknown Soldier                                   | Tuntematon sotilas                                  | Aku Louhimies | Drama based on the 1954 Finnish classic novel of the same name by Väinö Linna, that follows a machine gun company of the Finnish Army during the Continuation War |
| 2017 | Norway                                          | The 12th Man                                          | Den 12. mann                                        | Harald Zwart | Action-drama. They were 12 saboteurs. The Nazis killed 11 of them. This is the true story of the one who got away... |
| 2017 | Germany                                         | The Captain                                           | Der Hauptmann                                       | Robert Schwentke | In the last moments of World War II, a young German soldier fighting for survival finds a Nazi captain's uniform. Impersonating an officer, the man quickly takes on the monstrous identity of the perpetrators he's escaping from. |
| 2018 | China                                           | Air Strike (Unbreakable Spirit)                       | Dà Hōngzhà (大轰炸)                                 | Xiao Feng | Set in 1943 during the World War II, the story revolves around the Japanese bombing of Chongqing, which started in 1938. |
| 2018 | United Kingdom                                  | The Guernsey Literary and Potato Peel Pie Society     |                                                     | Mike Newell | Romance/Drama based on novel by Mary Ann Shaffer and Annie Barrows. Writer forms unexpected bond with Guernsey island residents in aftermath of war and writes a book about their wartime experiences |
| 2018 | Poland United Kingdom                           | Hurricane (Hurricane: 303 Squadron, Mission of Honor) | 303: Bitwa o Anglię                                 | David Blair | A group of Polish pilots of 303 Squadron in the Battle of Britain |
| 2018 | Poland                                          | Squadron 303                                          | Dywizjon 303. Historia prawdziwa                    | Jerzy Skolimowski | Action-adventure based on Arkady Fiedler novel. Exploits of Polish pilots of RAF's 303 Squadron during Battle of Britain |
| 2018 | Italy                                           | Red Land                                              | Rosso Istria                                        | Maximiliano Hernando Bruno | Foibe massacres by Tito's partisans in the autumn of 1943 |
| 2018 | United States                                   | Overlord                                              |                                                     | Julius Avery | Action horror. On the eve of D-Day, a group of American paratroopers go behind enemy lines and they discover horrifying secret Nazi experiments. |
| 2018 | Russia                                          | Tankers (film)                                        | Несокрушимый                                        | Konstantin Maksimov | The film is based on the real story of the feat of the crew of a Soviet KV-1 tank under the command of Semyon Konovalov [ru], which took part in an unequal battle on 13 July 1942 and destroyed 16 tanks, two armored vehicles and eight other vehicles from enemy forces in the area of the village of Nizhnemityakin [ru], Tarasovsky District, Rostov Oblast.                      |
| 2019 | Russia                                          | T-34                                                  | Т-34                                                | Alexey Sidorov | A Soviet tank commander gets captured by the Germans |
| 2019 | Russia                                          | Tanki (2018)                                          | Танки (фильм)                                       | Kim Druzhinin | The film is set in the period 1939 - 1940 . The film tells a kind (but not having anything to do with the actual events) adventure story of a secret run on prototypes of the T-34 tank by designer Mikhail Koshkin along the Kharkov - Moscow route in order to approve the production of new combat vehicles, which later helped the Soviet Union to win the Great Patriotic War ... |
| 2019 | Poland                                          | The Messenger                                         | Kurier                                              | Władysław Pasikowski | Film about the lead up to the Polish uprising against German occupation at the end of the Second World War. |
| 2019 | United States                                   | Midway                                                |                                                     | Roland Emmerich | Battle of Midway |
| 2019 | United States                                   | Jojo Rabbit                                           |                                                     | Taika Waititi | Comedy-drama film about a 10-year-old boy who is brainwashed by the Nazi regime, who then questions his beliefs after interacting with a Jewish girl who hides at a bunker in his house, brought in by his mother. |
| 2019 | Russia                                          | Soldier Boy (film)                                    | Солдатик                                            | Viktoria Fanasiutina | An orphaned six-year-old boy is rescued by an army regiment where he distinguishes himself by numerous heroic acts. |